# منظمة الإغاثة الشتوية للشعب الألماني

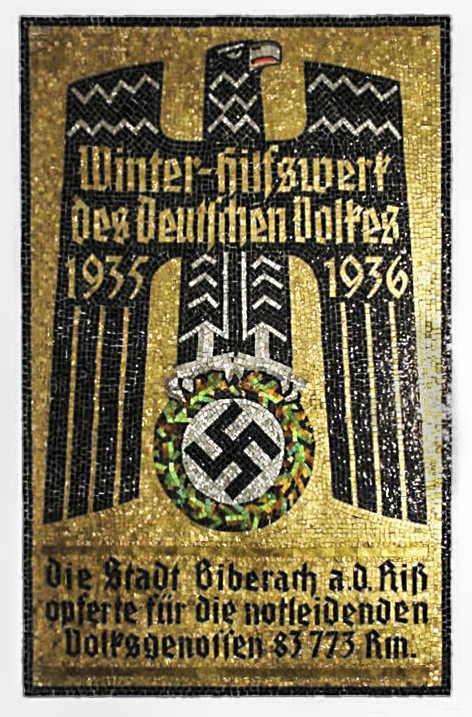
فسيفساء من متحف برايث مالي في بيبراخ آن دير ريس

Winterhilfswerk des Deutschen Volkes (بالإنجليزية: Winter Relief of the German People)‏، المعروف باسمها المختصر Winterhilfswerk ( WHW )، كان حملة سنوية من قِبل رعاية الشعب الاشتراكي القومية (بالألمانية: Nationalsozialistische Volkswohlfahrt)‏ للمساعدة في تمويل العمل الخيري. وكان شعارها «لا يجوز تجويع أو تجميد». تم إنشائه في الأصل تحت حكومة هاينريش برونينغ في عام 1931، على الرغم من أن أدولف هتلر سيطالب لاحقًا بالائتمان الوحيد.  استمرت من عام 1933 حتى عام 1945 خلال شهري أكتوبر وحتى مارس وتم تصميمها لتوفير الغذاء والملابس والفحم وغيرها من المواد لألمان الأقل حظًا خلال شهور العاصفة.

## الخلفية والأساس
كجزء من مركزية ألمانيا النازية، حثت الملصقات الناس على التبرع بدلاً من التبرع مباشرة للمتسولين.  شباب هتلر ورابطة الفتيات الألمانية كانتا (جمعيات البنين والبنات، على التوالي) نشطتان للغاية في جمع هذه التبرعات.

## عملية
وصف ستودارد زياراته لمنشأة Winterhilfswerk حيث عرض عليه ملابس شتوية وأشياء أخرى مخصصة للتوزيع. قليلون آخرون يصفون العمل الخيري لـ WHW والسجل التاريخي يحتوي على العديد من التفاصيل حول جمع الأموال والبضائع، ولكن القليل حول ما تم القيام به مع أي منهما. أصدرت مجموعات التجميع 1933-1945 عددًا كبيرًا من الميداليات المصنوعة من السيراميك والشارات الأخرى الممنوحة للجهات المانحة. 